# Kroonroest
De kroonroest (Puccinia coronata) is een plantenparasitaire schimmel, die behoort tot de familie Pucciniaceae. Deze roest tast alleen de stengel aan, maar niet de bloeiwijze. Hij kent vijf soorten sporen (spermatium, aeciosporen, uredosporen, teliosporen en basidiosporen) en wisselt tweemaal per jaar van waardplant.

## Beschrijving
mycelium/haustoriën
Het mycelium van kroonroest groeit intercellulair, zoals alle Puccinia-soorten, en vormt haustoriën die het opslagweefsel van de waardplant binnendringen. 
aecia
De aecia komen in groepen voor, overwegend aan de onderkant van het blad van de waardplant. De lichtgele, wrattige aeciosporen zijn 16–24 × 15–19 µm groot. 
uredinia
De op het blad van de waardplant groeiende uredinia zijn lichtoranje, geel of geelbruin en hebben enkele dunwandige knotsvormige parafysen. De lichtgele tot bijna kleurloze uredosporen zijn 19–25 × 17–21 µm groot, ellipsoïd tot breedellipsoïd en stekelig wrattig. 
telia
De zwarte tot donkerbruine telia zijn meestal langwerpig en worden bedekt door de epidermis. Ze hebben ook parafysen. De goud- tot kastanjebruine, rimpelige teleutosporen zijn tweecellig, knuppelvormig en aan de bovenzijde voorzien van een kroon, vandaar de naam kroonroest. Ze zijn  36–65 × 14–19 µm groot. Hun korte steel is geelachtig tot bruinachtig.

## Levenscyclus
Er is een generatieve fase met spermogonia en aecidia op de geslachten vuilboom, Elaeagnus en Berchemia en een vegetatieve fase met uredinia, telia en basidiën op talloze verschillende geslachten van de grassenfamilie.
Vlak voor het afsterven van de plant of plantendelen worden telia met teleutosporen gevormd. De gesteelde teleutospore is tweecellig en heterothallisch. De teleutospore kiemt in het voorjaar en vormt een basidium met basidiosporen. De basidiospore infecteert de wegedoorn en vormt daar een spermogonium met spermatiën en receptieve hyfen. Na bevruchting van een receptieve hyfe van het spermogonium door een spermatium met een ander paringstype wordt een aecium met haploïde dikaryotische aecidiosporen gevormd. De aecidiospore kiemt en infecteert het blad van de gerst- of haverplant, waarna uredinia gevormd worden. Deze primaire infecties, die al in de drie bladstadia van de haver of gerst in het voorjaar kunnen plaatsvinden, ontwikkelen zich tot uredinia. De uredosporen uit de uredinia herhalen het infectieproces. Tijdens het groeiseizoen treden er meerdere reproductiecycli op. De urediniosporen, die verspreid worden door de wind, kunnen vervolgens kiemen op het blad van de wegedoorn.
De urediniosporen kunnen door de wind over enkele honderden kilometers verspreid worden.

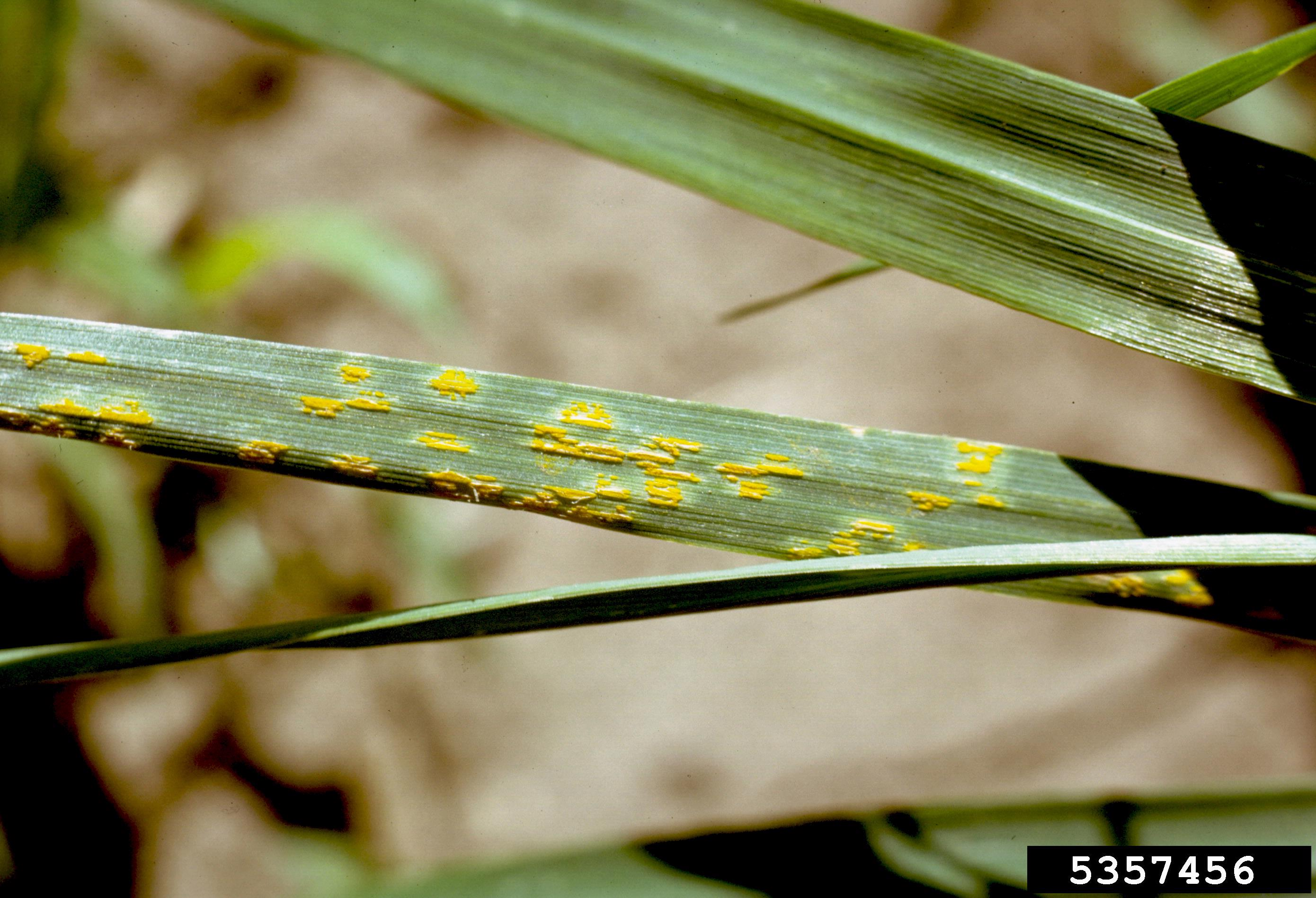
Uredinia op haver
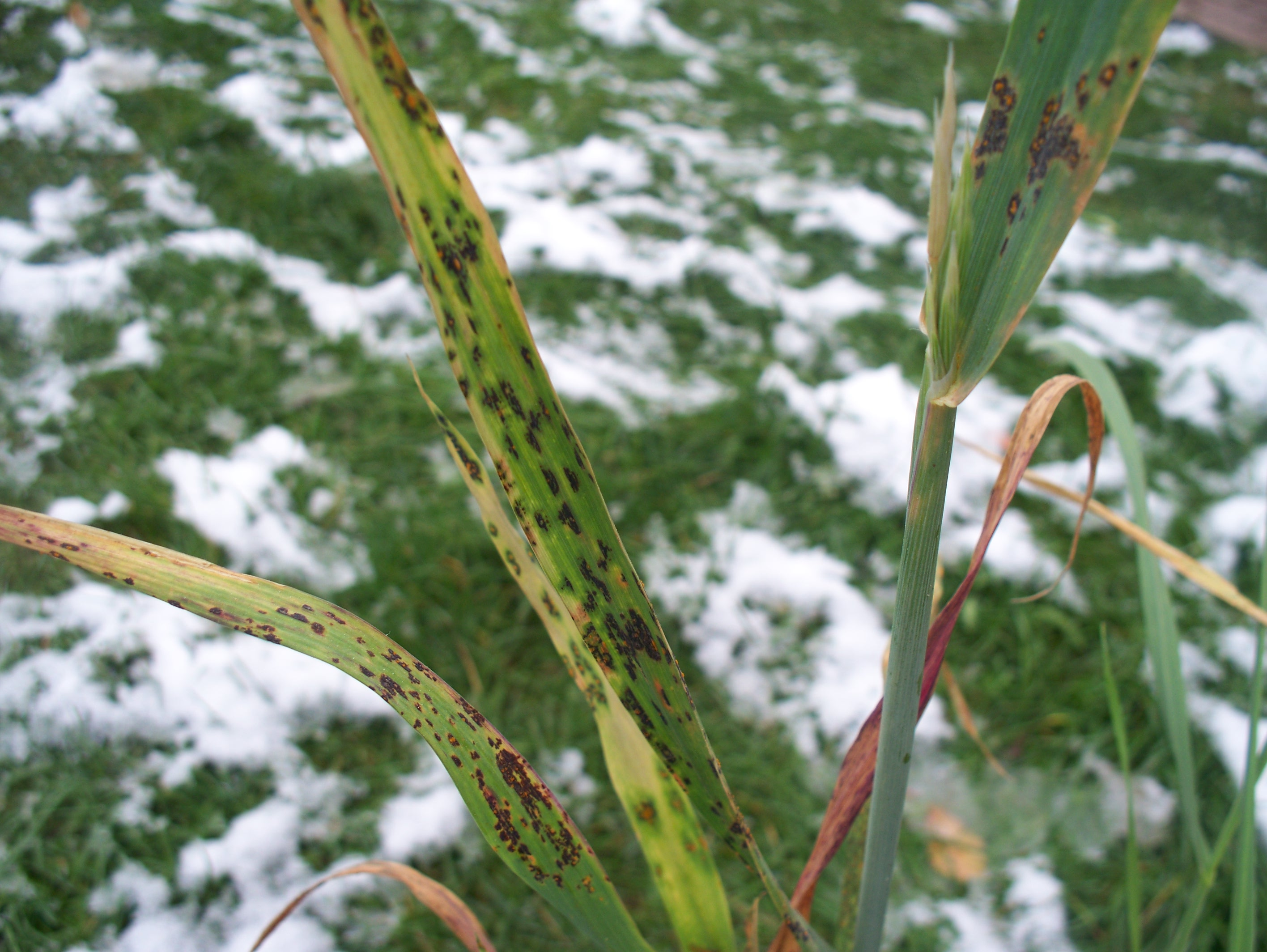
Telia op haver
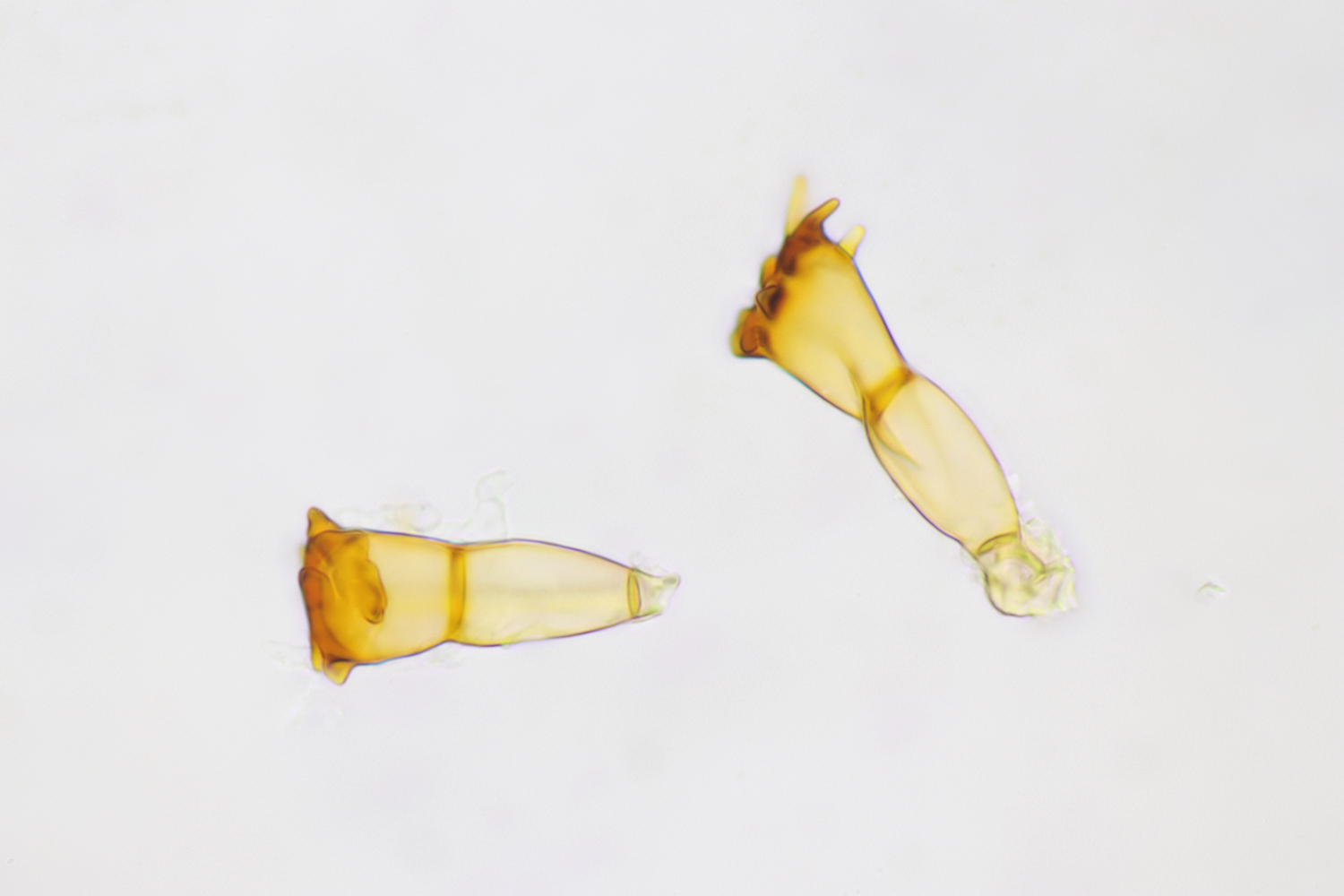
Teleutosporen op rietgras (Phalaris arundinacea)
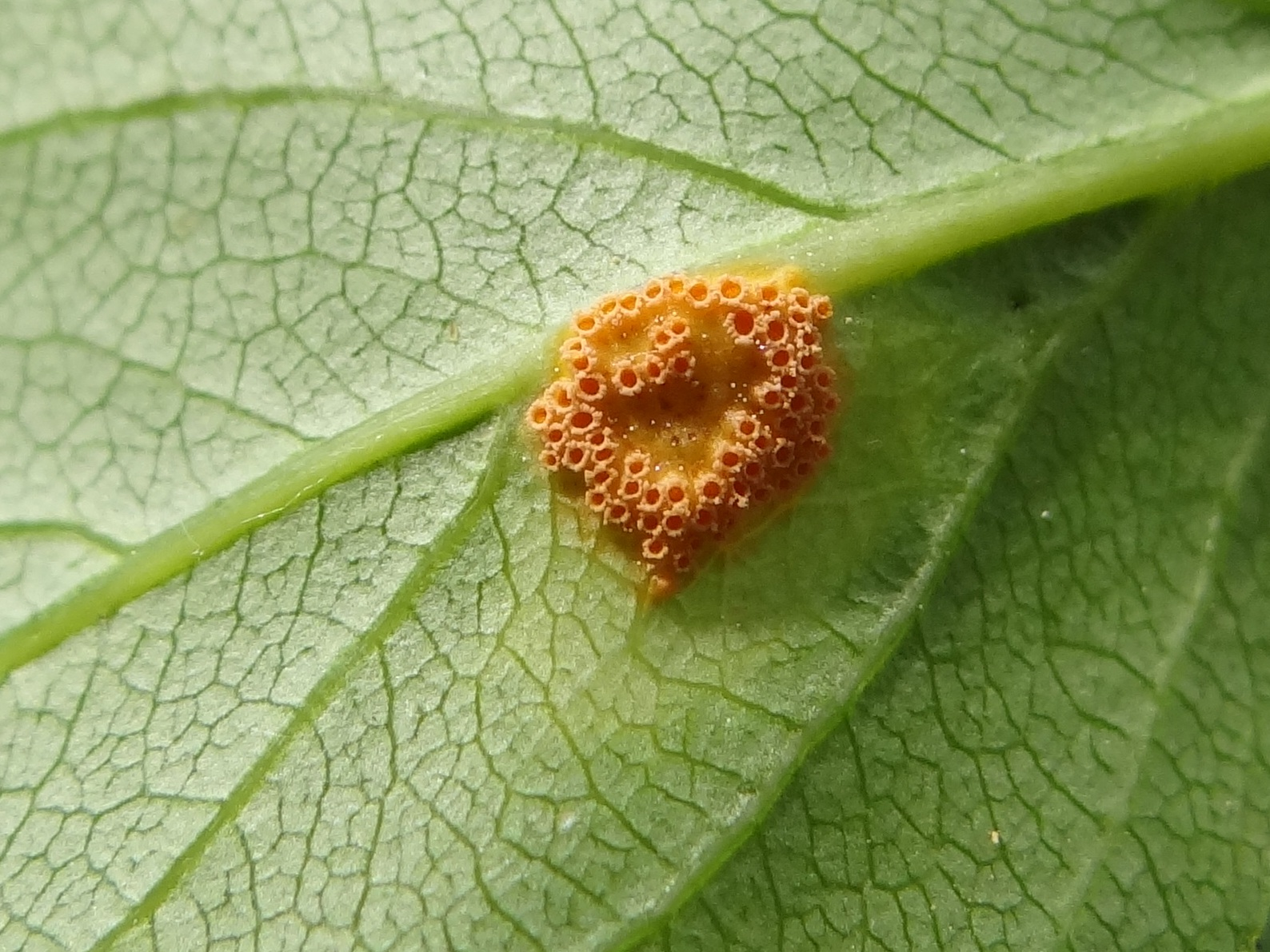
Bekervormige aecia op wegedoorn
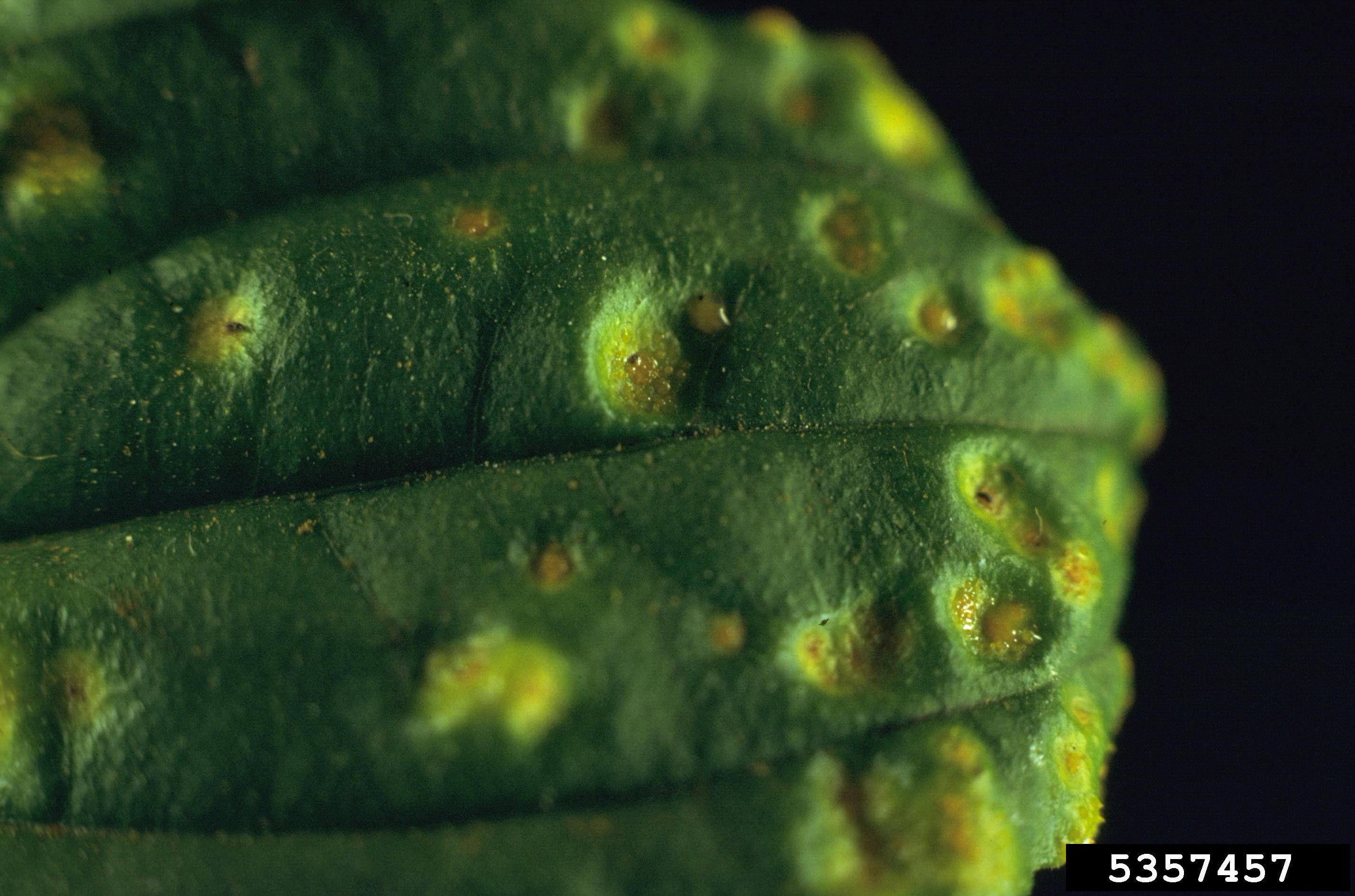
Aecidia en spermogoniën op wegedoorn
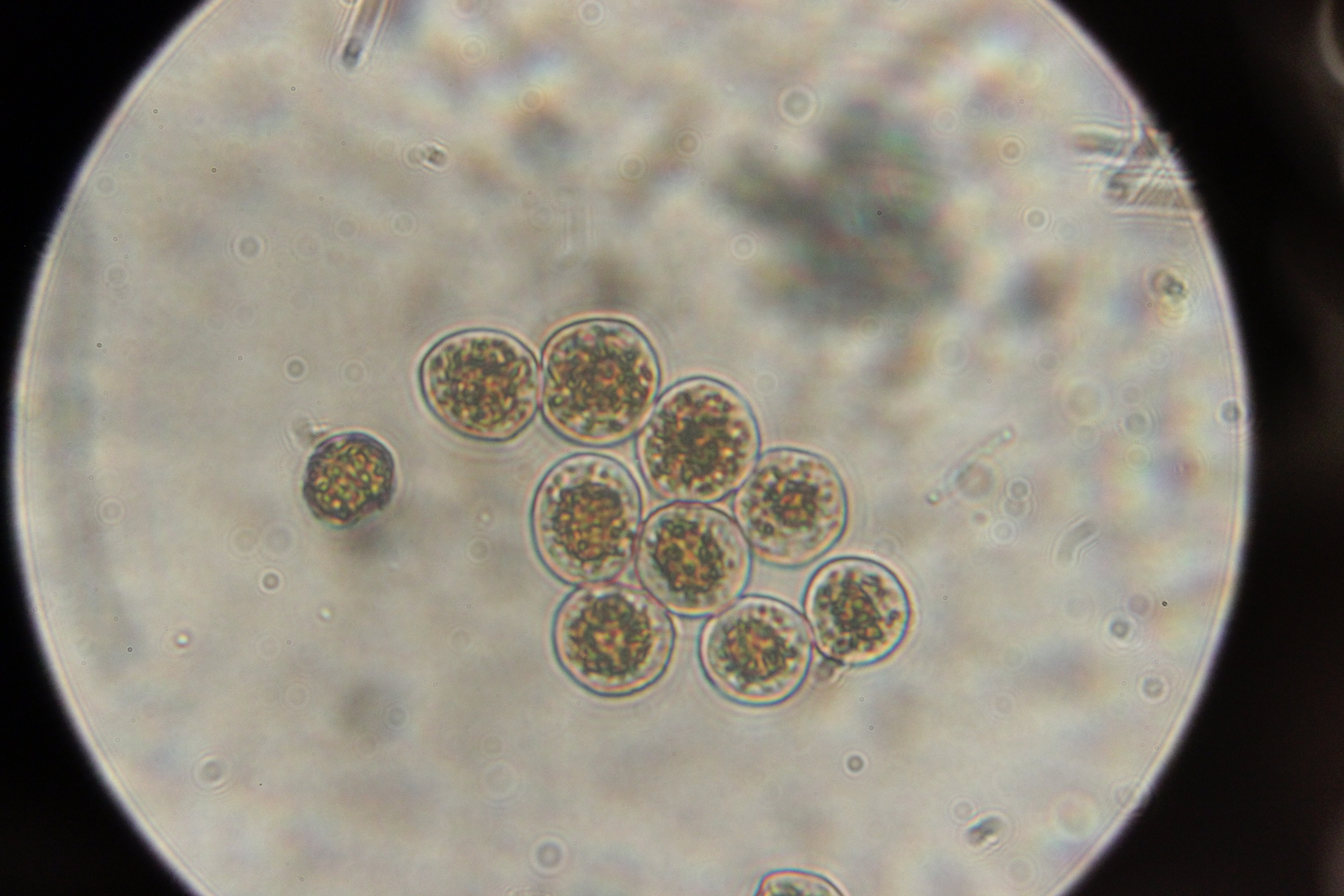
Aeciosporen op wegedoorn

## Specialisatie naar gewas
Puccinia coronata f. agrostidis Erikss. (1894)

Puccinia coronata f.sp. alopecuri P.Syd. & Syd. (1903)

Puccinia coronata f.sp. avenae P.Syd. & Syd. (1903)

Puccinia coronata f.sp. festucae P.Syd. & Syd. (1903)

Puccinia coronata f.sp. holci P.Syd. & Syd. (1903)

Puccinia coronata f.sp. lolii P.Syd. & Syd. (1903)

Puccinia coronata var. arrhenatheri Kleb.

Puccinia coronata var. calamagrostis W.P.Fraser & Ledingham (1933)

### Puccinia coronataf.sp.avenae
Puccinia coronata f.sp. avenae tast haver en gerst aan. De lichtoranje uredinia zijn langwerpig en komen meestal voor op de bladeren, maar soms ook op de bladscheden, bladstelen en kafnaalden. Rond de uredinia treedt een uitgebreide chlorose op. De zwarte tot donkerbruine telia zijn meestal ook langwerpig en worden bedekt door de epidermis. Hoewel infectie door kroonroest meestal niet de hele plant doodt, kunnen wel aangetaste bladeren afsterven. Aangetaste planten zijn gevoeliger voor droogte, waarbij de planten wel kunnen afsterven.

### Puccinia coronotaf.sp.lolii
Puccinia coronota f.sp. lolii tast Engels raaigras aan.